# Аріничево
Аріни́чево (рос. Ариничево) — село у складі Ленінськ-Кузнецького округу Кемеровської області, Росія.

## Населення
Населення — 765 осіб (2010; 883 у 2002).
Національний склад (станом на 2002 рік):
- росіяни — 92 %